# Kateryna Monzul
Kateryna Volodymyrivna Monzoul (ukrainien : Катерина Володимирівна Монзуль), née le 5 juillet 1981, est une arbitre de football ukrainienne.

## Biographie
Monzoul est diplômée en architecture et urbanisme à l'académie de Kharkiv. Arbitre de football, elle dirige son premier match international en septembre 2005, entre la Finlande et la Pologne. Elle est progressivement reconnue comme l'une des meilleures au monde. Elle arbitre notamment la finale de la Ligue des champions féminine de 2014, puis le match d'ouverture et la finale de Coupe du monde féminine de 2015.
Le 3 avril 2016, Monzoul dirige pour la première fois un match du championnat d'Ukraine de football masculin, une première dans le pays.
Elle fait partie des arbitres officiant lors de la Coupe du monde féminine de football 2019 organisée en France où elle a arbitré le match des quarts-de-finale entre la France et les États-Unis.